# Spoorlijn Essen-Altenessen Rheinisch - Essen-Altenessen
De spoorlijn Essen-Altenessen Rheinisch - Essen-Altenessen was een Duitse spoorlijn en was als spoorlijn 2255 onder beheer van DB Netze.

## Geschiedenis
Het traject werd door de Preußische Staatseisenbahnen geopend op 1 februari 1912.  

## Aansluitingen
In de volgende plaatsen was er een aansluiting op de volgende spoorlijnen:
Essen-Altenessen Rheinisch
DB 7, spoorlijn tussen Spoorlijn Essen-Altendorf en Essen-Altenessen Rheinisch
DB 2254, spoorlijn tussen Essen-Vogelheim en Essen-Altenessen Rheinisch
lijn tussen Essen-Altenessen Rheinisch en Gelsenkirchen-Horst Nord
Essen-Altenessen
DB 2170, spoorlijn tussen Essen-Altenessen en Essen Nord
DB 2173, spoorlijn tussen Essen-Stoppenberg en Essen-Altenessen
DB 2277, spoorlijn tussen Oberhausen en Essen-Altenessen
DB 2650, spoorlijn tussen Keulen en Hamm